# 덱시부프로펜
덱시부프로펜(Dexibuprofen)는 비스테로이드 소염진통제인 이부프로펜의 한 종류이다. 통증 유발 물질을 차단하여 통증을 감소시킨다.
덱시부프로펜은 이부프로펜의 거울상 이성질체이다. 이부프로펜의 형태는 2가지로 나뉘어 있다. S-ibuprofen(Dex-ibuprofen)과 R-ibuprofen(levo-ibuprofen)이다. 이때, 이부프로펜의 실질적인 진통효과를 가지는 형태는 S-ibuprofen(Dex-ibuprofen)이다. 곧, 덱시부프로펜은 이 진통효과를 가지는 부분만 이용하여 제조한 약물이다. 이부프로펜에 비해 부작용이 적고, 적은양으로도 대등한 효과를 얻을 수 있다.
보통 완전한 이부프로펜 주원료 제조의 전 단계의 이부프로펜 원료를 이용해 제조한다. 기존 이부프로펜으로도 건강에 문제없는 평범한 사람이라면 큰 부작용 없이 진통의 효능을 가지므로 기존의 이부프로펜이 널리 사용된다.

## 같이 보기
- 카이랄성
- 이부프로펜